# Casa de Baños (Melilla)
La Casa de Baños es un edificio de estilo modernista de la ciudad española de Melilla. En 2018 alberga una de las tiendas de ropa de moda Zara. Está situado en La Avenida, en el Ensanche Modernista, y forma parte del Conjunto Histórico Artístico de la Ciudad de Melilla, un Bien de Interés Cultural.

## Historia

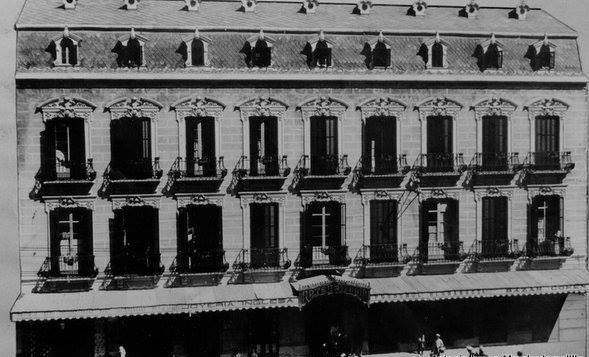
Casa de Baños (Melilla)

El 24 de abril de 1908 comenzaron los preparativos para la construcción del conocido como "Hotel Madrid", según proyecto del arquitecto del 16 de septiembre del mismo año del ingeniero militar Droctoveo Castañón, firmado el 16 de septiembre con Gregorio Aldudo cómo contratista, Jacob Salama para la viguería de hierro y Rafael Alba para la carpintería. Se abrió a finales de aquel año con un rótulo con su nombre rematando el edificio.
Sobre febrero de 1911, fue ampliado con una planta nueva, terminada en mansarda, modificándose las molduras de la planta principal y construyéndose además el "Balneario Oriental", popularmente denominado la Casa de Baños, un balneario en la parte posterior, a la calle López Moreno, pero con acceso compartido con el Hotel Madrid, desde la calle Alfonso XIII, hoy La Avenida, todo según proyecto del arquitecto Enrique Nieto, empezando entre mayo de 1912, concesión del permiso y 1913 con Mariné y Bonet cómo contratistas, por 61 745 pesetas en total.  
El balneario fue inaugurado el 1 de marzo de 1914, costando 8345 y la maravillosa marquesina encrestada con el nombre del hotel fue suprimida a principios de mayo de 1928 para colocar a fines de 1929 un letrero luminoso.
En 1939, 19 de enero, tras el visto bueno del arquitecto municipal, es ampliado con dos plantas más, colocándose las molduras de la planta principal rectangulares sustituyendo las de la primera, curvos truncados, y en las dos nuevas plantas, con rejerías en sus balcones de menor calidad. La planta baja se reforma y la principal se reconstruye.
Comprado en 1970, es vuelto a reformar entre abril de 1973 y el 25 de agosto de 1977 según proyecto de Eduardo Caballero Monrós y su interior reconstruido para dar paso al "Hotel Avenida", que cierra el 8 de mayo de 2002, y tras la sesión del 14 de noviembre de 2005, el Consejo de Gobierno de la Ciudad Autónoma aprobó el expediente de transformación de usos, con lo que su interior fue reconstruido, protegiéndose sus fachadas para ser la mayor tienda de ZARA en España, con seis plantas y 5100 metros cuadrados, abierta el 24 de febrero de 2007.

## Descripción

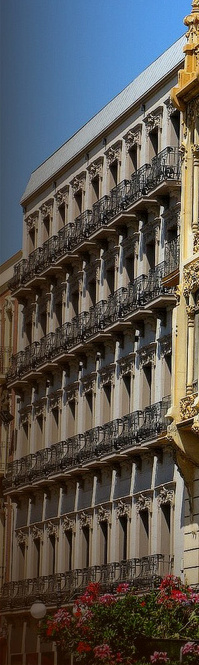
Casa de Baños

Consta de planta baja y cuatro plantas, más otra retranqueada. Está construido con paredes de mampostería de piedra local y ladrillo macizo, una estructura de hormigón armado. 
Destaca su fachada principal, la de La Avenida, la de la calle López Moreno no presenta casi ningún valor. Esta primera cuenta con nueve vanos por planta, los de la baja lisos, enlosados con cerámica y los de las cuatro plantas superiores enmarcados con molduras y con balcones de bellas rejerías, siendo la planta principal más alta que las siguientes.